# シモーヌ・マチュー
シモーヌ・マチュー（Simone Mathieu, 1908年1月31日 - 1980年1月7日）は、フランス・ヌイイ＝シュル＝セーヌ出身の女子テニス選手。旧姓「シモン・パスマール」（Simone Passemard）というが、1925年にルネ・マチュー（René Mathieu）と結婚したため、旧姓と併用した「シモン・パスマール・マチュー」（Simone Passemard Mathieu）の名前でテニス文献や優勝記録表に記載されることも多い。主に1930年代に活躍した選手で、第2次世界大戦の開戦直前までフランスの女子テニス界を代表する存在であった。年代的には、1926年に世界最初の「プロテニス選手」になったスザンヌ・ランランの後に続くが、地元の全仏選手権で女子シングルス2勝を挙げる前に（1938年＆1939年）準優勝が6度もあり、なかなか運に恵まれなかった選手でもある。

## 来歴
マチューが地元の全仏選手権で初めて女子シングルス決勝に進出したのは、先輩選手のランランが「プロテニス選手」に転向した3年後の1929年であった。最初の2度、1929年と1932年はアメリカのヘレン・ウィルス・ムーディに敗れ、ここからマチューの不運の歴史が始まる。1933年の決勝戦では、イギリスのマーガレット・スクリブンに 2-6, 6-4, 4-6 のフルセットで敗れた。1935年から1937年まで、マチューはドイツのヒルデ・スパーリングと3年連続で決勝対決をしたが、スパーリングに3連敗を喫した。なかなか全仏女子シングルス初優勝に手が届かないまま、マチューの準優勝は「6度」になる。ようやく1938年に、マチューは7度目の挑戦で同じフランスのネリー・ランドリーを 6-0, 6-1 で圧倒し、宿願の全仏初優勝を達成した。翌1939年の決勝では、マチューはダブルスでパートナーを組んでいたポーランドのヤドヴィガ・イェンジェヨフスカを 6-3, 8-6 で破り、大会連覇を達成する。ポーランド最大のテニス選手、イェンジェヨフスカは自身3度目の4大大会女子シングルス決勝で、3度とも準優勝に終わった。
全仏選手権の女子ダブルスでは、シモン・マチューは通算6度の優勝を果たしている。初めての女子ダブルス決勝進出は1930年で、この時はシモーヌ・バルビエとペアを組みながら、アメリカペアのヘレン・ウィルス・ムーディ＆エリザベス・ライアン組に 3-6, 1-6 で敗れたが、1933年と1934年にライアンとのペアで2連覇を果たす。1936年から1938年まではビリー・ヨーク（イギリス）と組んで3連覇を達成し、1939年はポーランドのイェンジェヨフスカと組んで、4年連続6度目の全仏女子ダブルス優勝を飾った。最後の年となった1939年には、マチューとイェンジェヨフスカは女子シングルスで決勝を戦い、ダブルスではパートナーを組んだ優勝ペアとなったのである。マチューとイェンジェヨフスカのペアは、1938年の全米選手権でも女子ダブルス決勝に進んだが、地元アメリカペアのアリス・マーブル＆サラ・ポールフリー組に 8-6, 4-6, 3-6 で逆転負けしたこともあった。
マチューは1930年から1939年までウィンブルドン選手権の女子シングルスで10年連続のベスト8に入ったが、そのうちベスト4入りが6度（1930年-1932年・1934年・1936年・1937年）、ベスト8止まりが4度（1933年・1935年・1938年・1939年）で、ついにウィンブルドンでは女子シングルス決勝進出を果たせずに終わる。女子ダブルスでは3度の優勝があり、1933年と1934年はエリザベス・ライアンとのペアで2連覇を果たし、1937年にビリー・ヨークとのペアで3年ぶり3度目の優勝をした。
テニス経歴を通じて、不運な準優勝の回数が多かったシモン・マチューだが、彼女が4大大会で獲得したタイトルの総計は「13勝」となった。（全仏選手権：女子シングルス2勝＋女子ダブルス6勝＋混合ダブルス2勝＝10勝、ウィンブルドン選手権：女子ダブルス3勝）これはフランスの女子テニス選手として、スザンヌ・ランランの「21勝」に次ぐ歴代2位記録である。
1980年1月7日、シモン・パスマール・マチューは72歳の誕生日を3週間前にしてフランス・パリのシャトー・イブリンで死去した。
2019年、パリのスタッド・ローラン・ギャロス（テニス競技場）の一角に収容人数5,000人の新コートが新設され、マチューにちなんで「コート・シモーヌ・マチュー（Court Simonne-Mathieu）」と命名された。

## 4大大会成績
- 全仏選手権　女子シングルス2勝（1938年＆1939年）／女子ダブルス優勝：6勝（1933年＆1934年・1936年-1939年）、混合ダブルス2勝（1937年＆1938年）　［女子シングルス準優勝6度：1929年・1932年＆1933年・1935年-1937年］
- ウィンブルドン選手権　女子ダブルス優勝：3度（1933年・1934年・1937年）